# Championnats du monde de ski acrobatique 2005
Les Championnats du monde de ski acrobatique de 2005 se sont déroulés à Ruka en Finlande du 17 au 20 mars 2005.

## Palmarès

### Hommes
| Épreuves            | Or                              | Argent                      | Bronze                      |
| ------------------- | ------------------------------- | --------------------------- | --------------------------- |
| Bosses              | Nathan Roberts, États-Unis      | Marc-André Moreau, Canada   | Dale Begg-Smith, Australie  |
| Bosses en parallèle | Toby Dawson, États-Unis         | Sami Mustonen, Finlande     | Jeremy Bloom, États-Unis    |
| Saut                | Steve Omischl, Canada           | Jeff Bean, Canada           | Alexei Grishin, Biélorussie |
| Cross               | Tomáš Kraus, République tchèque | Jesper Brugge, Suède        | Audun Grønvold, Norvège     |
| Halfpipe            | Mathias Wecxsteen, France       | Loïc Collomb-Patton, France | Corey Vanular, Canada       |

### Femmes
| Épreuves            | Or                         | Argent                            | Bronze                      |
| ------------------- | -------------------------- | --------------------------------- | --------------------------- |
| Bosses              | Hannah Kearney, États-Unis | Nikola Sudová, République tchèque | Margarita Marbler, Autriche |
| Bosses en parallèle | Jennifer Heil, Canada      | Kari Traa, Norvège                | Aiko Uemura, Japon          |
| Saut                | Li Nina, Chine             | Evelyne Leu, Suisse               | Guo Xinxin, Chine           |
| Cross               | Karin Huttary, Autriche    | Magdalena Iljans, Suède           | Ophélie David, France       |
| Halfpipe            | Sarah Burke, Canada        | Kristi Leskinen, États-Unis       | Grete Eliassen, Norvège     |